# FM TOWNS
FM TOWNS（エフエムタウンズ）とは、富士通が1989年（平成元年）2月28日に発表した、世界で初めてCD-ROMドライブを標準搭載した独自アーキテクチャーの32ビットマルチメディアパソコン。

## 概要
全モデルにCD-ROMドライブを標準搭載し、インテル80386搭載、32768色同時表示や1677万色中256色発色機能、640×480の解像度、フレームバッファ方式のスプライト機能、PCM音源の標準搭載など、グラフィック機能やオーディオ機能を強化している点が特長である。
略称はタウンズ、ウンズなど。
キャッチコピーは「ハイパーメディアパソコン」。マルチメディア機能を生かした、教育分野向けのソフトウェアや、ゲームソフトが充実。派生機種として、テレビにつなげるマルチメディアプレーヤーFM TOWNS マーティー（Marty）も発売。
FM-7（FM77AV）シリーズのオーディオ・ビジュアル（AV）機能の充実という流れを汲んだ後継機で、また、ビジネス向けのFMR-50シリーズと上位互換性を持っていた。
「FM-TOWNS」とFM-7のようにハイフン入りで表記されることもあるが、「FM TOWNS」とハイフンなし表記が正しい。アメリカの物理学者のチャールズ・タウンズにちなんで命名された。説明書やパンフレットなどでは、ロゴと同じように「FMTOWNS」と「FM」を小さく書く表記が用いられた。

### FM TOWNS
初代モデルはモデル1とモデル2の2タイプ。違いはメインメモリとフロッピーディスクドライブ（FDD）の初期搭載数のみでその他は共通。モデル1がメインメモリ1MB /FDD1台、モデル2がメインメモリ2MB /FDD2台。
価格はモデル1が338,000円、モデル2が398,000円。
縦型CD-ROMドライブと3.5インチFDDドライブ、音量レベルメータ、マイクなどを正面に配した灰色の縦型プラスチック成型筐体を採用した。筐体上部にはキャリングハンドルとメモリカードスロットを装備している。
マウスとゲームパッドを標準添付し、標準OSとしてGUIによる独自のシェルを搭載したTownsOS（Townsシステムソフトウェア）を用意。MS-DOSをDOSエクステンダと呼ばれるモジュールで拡張して386プロテクトモードでの動作を可能にしたもので、T-BIOSと呼ばれる各種マルチメディアAPIが実装された。
CPUにはインテル80386(i386DX)/16MHzを搭載。当時の日本国内向けPCの中では高級・高性能なCPUで、FM TOWNSは386搭載機としては破格の価格設定だった。
サウンド機能としてFM音源ステレオ6音、PCM音源ステレオ8音を標準搭載。サンプリングメモリは64KB、量子化ビット数は8ビット。CD-DAも再生可。MIDI端子はオプション。
ポート類は、FMRシリーズと共通のキーボード端子（ミニDIN）、シリアルマウス/ジョイパッド端子が2つ（MSXなどと共通のアタリ規格、D-SUB9ピン）、3.5mmステレオフォン端子とマイク端子、オーディオ入力/出力端子（RCAピン端子、ステレオLR）、パラレルポート/プリンタ端子（セントロニクス端子）、シリアルポート（RS-232C規格、D-SUB25ピン）、拡張FDD端子（FMRシリーズと共通の専用端子を装備。
数値演算プロセッサ（FPU）の取り付けにも対応。メインボード上のCPUを一旦取り外し、インテル80387を搭載したオプションの数値演算プロセッサカード（ドーターボード）に80386も装着した上でCPUソケットに取り付ける方式となっていた。
拡張スロットは3スロット。モデムカード専用スロット、ビデオカード専用スロット、SCSIカード専用スロット。汎用拡張スロットは無く、本体とほぼ同寸法のI/O拡張ボックスを筐体左側面に取り付けた上で、FMR-50LT用の拡張カードを3枚装着可能。MIDI端子などはこの形式で増設できた。
メモリカードスロットはJEIDA3.0。ベクトルフォント（アウトラインフォント）を収録した専用ROMカードが提供された。S-RAMカードも読み書き可能で、OASYSやFMR-CARDなどとのデータ交換に利用可能。I/O機能やフラッシュメモリカードには非対応。
筐体左側面は工具なしで開く為にCPUやメモリスロットへのアクセスが容易であった。
FMRシリーズをベースに開発されたとされ、FMR-50型番の機種と一定の互換性を備えている。FMRシリーズとはメモリー・マッピングやBIOS等が異なったが、別売りのFM TOWNS専用版MS-DOSで起動することによりFMRシリーズ用のアプリケーションの多くが動作した。
キーボードは別売りで、JIS配列と親指シフトキーボードの2種類から選択できた。いずれもFMRシリーズや同社の日本語ワードプロセッサ（ワープロ）のOASYSシリーズと類似したキー配列で、独立した実行キーや変換/無変換キーを備えていた。また、かな漢字変換システム（日本語FEP）としてオアシスかな漢字変換（OAK）をROMで搭載しており、キーボードと併せて同社のパソコン/ワープロに共通した使用感を実現していた。
専用RGBモニタは14インチでトリニトロンを使用し、これらはソニーのOEM品であった。複合同期や15/24/31kHzの3つの水平同期周波数に対応していた。ドットピッチ0.39mm/0.26mmの2タイプと、タッチパネル付きの計三機種が用意された。

#### 発表当時を含むその背景と概要
FM TOWNSが発売されると、モトローラの68000シリーズの搭載を期待していた旧来の8ビット時代のFMユーザや、先にシャープから発売されていた、同じくマルチメディア指向と目されるX68000のユーザを中心として賛否両論が沸き起こった。
現代から技術的に評価すれば、後にIA-32と呼ばれ長く主流の座にあったアーキテクチャの始祖である80386を存分に活用することを前提としているなど、それなりに思い切ったコンセプトではあったのだが、それまでの8086やMS-DOSのネガティブイメージを持ち出すなど、その類の業界メディアによって賛否の両方が煽られていたというのが、その実態という所ではあろう。
また、本体同時発売のゲーム「アフターバーナー」において潜在的なポテンシャルの高さを誇示したものの、プログラムの完成度の低さが特に初期には目立った。
- キーボードが別売であった
- CD-ROMの読み出し速度[注 6]
- スプライトの表示性能
- 初代機のメインメモリ/VRAMのウェイトの多さ[注 7]
- テキスト専用のVRAMを持たない[注 8]
- F-BASIC386の使い勝手が悪い[注 9]

などが当時の主な指摘点である。
後年の『Oh!FM TOWNS』の記事によると、CD-ROMや80386が採用されたのはアスキーの西和彦の影響があったということである。
その出航ではいろいろと物議を醸し、発売当初の専用ソフトウェアラインアップもあまり冴えない状況であったが、時間とともに優秀なソフトウェアやサードパーティーからの支援に恵まれるようになる。
また、ソフトウェアコンテストを旺文社と共同で実施し、そのために本体と開発環境など一式を学校法人向けに無償で提供したほか、自由ソフトウェアをユーザから集めてCD-ROMで実費配布する試みなどの営業施策が功を奏し、若年層やクリエイターを中心に根強いユーザを掴むに至った。
なお、逸話として、FM TOWNSには当時大人気だったイースシリーズのゲームソフトウェアが一作も発売されていない。当時、日本メーカーから発売されていたパソコン及び据え置き型コンシューマー機にはもれなく移植されていたタイトルであったが、なぜかFM TOWNSには、最後まで遂に移植・発売されることはなかった。
宣伝や展開は富士通の総力を結集するような大規模なもので、南野陽子、宮沢りえ、観月ありさら当時のトップアイドルを起用してのCMの連打、年2回全国での一斉イベント開催のイベントなどが行われた。特に東京地区においては、東京ドームを貸し切って「電脳遊園地」の題名で複数回イベントが行われた。国内では前例が少ないオリジナルCD－ROMマルチメディアタイトルを揃えるため、各ソフトメーカーには機材援助、買い取り本数保証などの支援が惜しまれなかった。

#### 二代目以降
1989年（平成元年）11月に発表された二代目モデルでは、ハードディスク内蔵モデルが追加された。モデル構成はモデル1F/2F/1H/2Hの二機種4タイプ。
カタログスペックはほぼ同一ながら、細かな改良が多数加えられている。主な改良点は、HDD内蔵ベイの新設、SCSI端子の搭載、拡張スロット構成の変更（SCSIカード専用スロットの廃止、MIDIカード専用スロットの新設）、最大メモリ搭載量の拡張（最大8MB。初代モデルは6MB）、CD-ROMドライブの改良（取り出し時のブレーキ搭載、シーク速度の高速化、アクセスランプの追加）、フロントパネルの音量レベルメーターの改良（オレンジLED5つから緑/赤LED10連に変更）、FPU装着方法の変更（メインボード上の専用ソケットに直挿しする方式に変更）、マウス/ジョイパッド端子カバーの追加など。
1990年（平成2年）10月発表の三代目モデルも、10F/20F/40H/80Hの二機種4タイプ。
カタログスペックは初代・二代目と同等だが、拡張スロットがこれまでの専用スロットから汎用スロットに変更された。メインメモリの最大搭載量も26MBに拡張されている。メインボードの集積度も上がっており、定価もモデル20Fで¥323,000とプライスダウンを実現している。
専用ディスプレイのラインナップも拡充され、当時一般的だった球面ブラウン管を採用した廉価版が登場した。このモニターは上下左右の角度が変えられるモニタースタンドを装備していた。
TownsOSやF-BASIC386なども本体が発売されるたびに少しずつ改良された。
他に、非公式な仕様の変更点として、I/O操作によりメインメモリのアクセスウエイトをノーウエイトにしたり、ビデオメモリ（VRAM）のアクセスウェイトを少なくしたりできるようになっている。

### FM TOWNS II

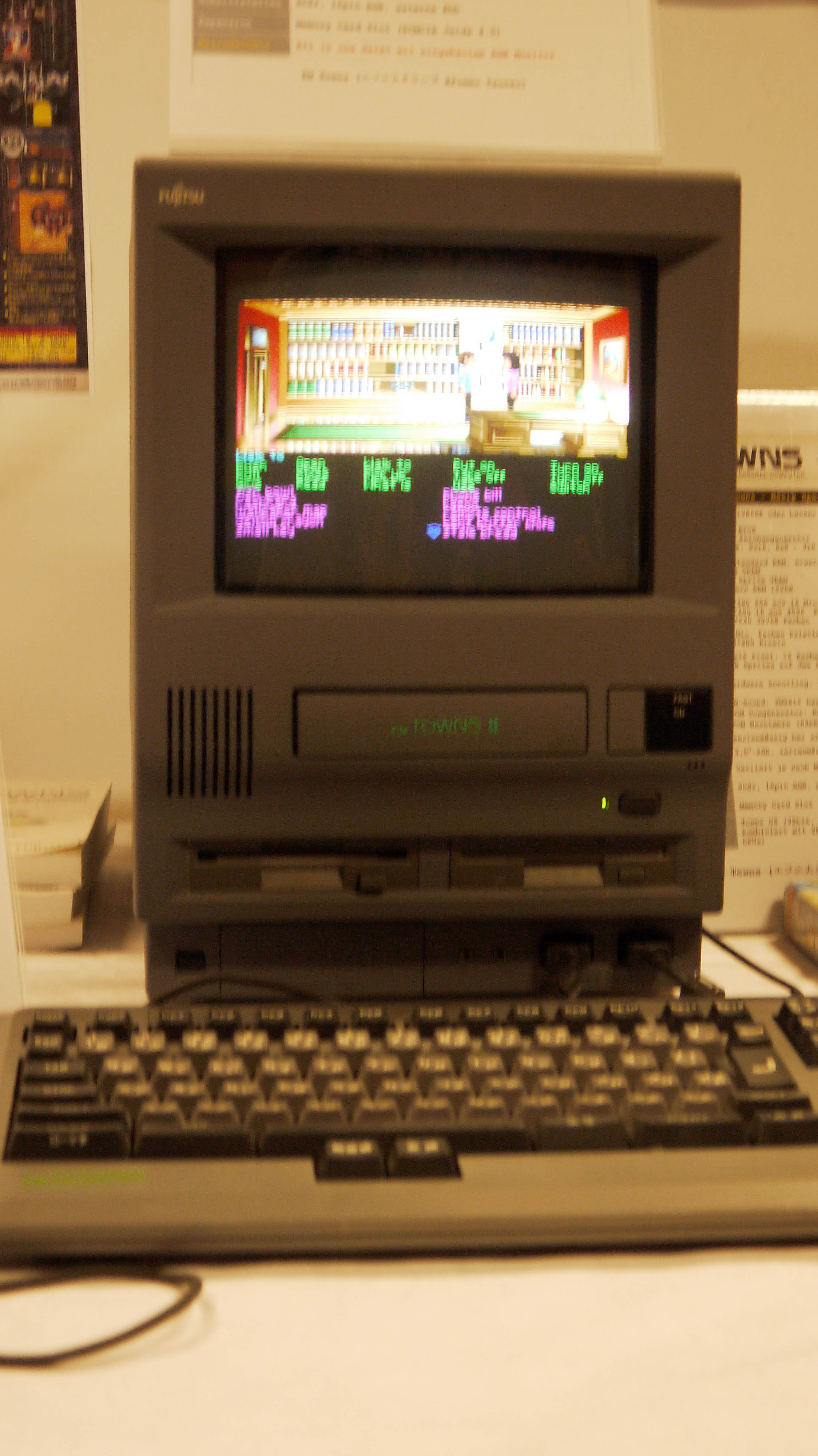
モニタ一体型モデル

1991年（平成3年）11月、FM TOWNS IIと名称を変更。従来型筐体のCXではメモリウエイトの従来互換/高速モードのソフトによる切り替え機能が追加された。また、トリニトロンモニタ一体型のモデル、UX(386SX-16MHz)を発売した。UXではソフトからの電源制御は削除され、CD-ROMドライブはフロントローディングタイプに変更された。メモリはノーウェイトであるが、バス幅が16ビットの386SXを搭載するため、速度的には三代目までの機種やCXの互換モードとほぼ同じだった。

#### 486搭載・横置き型化
1992年（平成4年）秋のHR（486SX-20MHz）/ HG（386DX-20MHz）ではビデオデッキのような横置き筐体になり、内蔵CD-ROMドライブはフロントローディングタイプに変更され、3.5インチ対応のドライブベイはMOなども使えるよう前面に配置され、フロッピーディスクドライブはPC/AT互換機で一般的な1.44MBフォーマットにも対応した。メンテナンスの容易なプラスチック成型の筐体構造は踏襲され、487SXやODPも専用カード形態で搭載可能とされた。UX同様のモニタ一体型のUG（386SX-20MHz）がHR/HGと同時発売、後を追うようにUR（486SX-20MHz）も1993年2月に発売された。486搭載機は動作速度が非常に速くなっており、高速モードでは古いソフトの場合マウスの読み取りミスがあるなどの不具合が出た。なお、富士通はその対策なども兼ね、読み取りの際に割り込みが入る機能を搭載したマウスへ移行した。

#### 白TOWNS

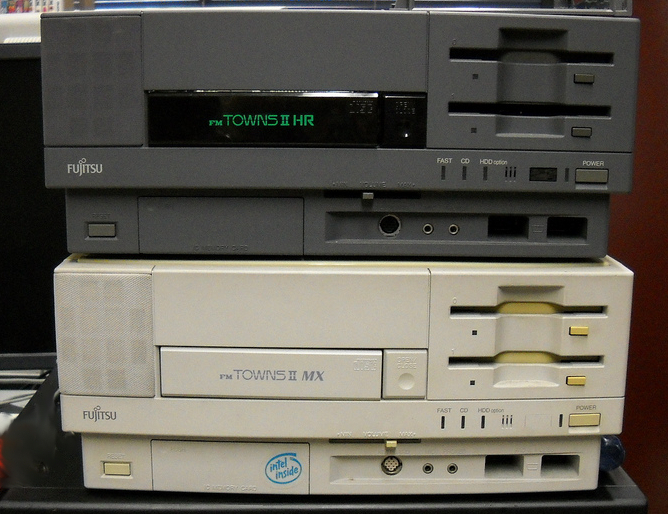
FM TOWNS II HR（上）/ MX（下）

1993年（平成5年）秋のMA（486SX-33MHz）/ MX（486DX2-66MHz）/ ME、1994年春のFM TOWNS発売5周年記念モデルMF/FreshではPC/AT互換機のモニタの流用を意識してHRの本体色を灰色から白に変更し、24kHzのRGB出力を31kHzにコンバートするように仕様変更された。特に廉価版のME/MF/Freshシリーズでは15kHzのRGB出力も31kHzにコンバートされるほか、コストダウンのために筐体が金属製となった。この通称白TOWNSと呼ばれる世代ではオーディオ周りのアナログ回路設計が見直され、音質が向上した。内蔵CD-ROMドライブは倍速タイプに変更された。また内蔵RS-232Cポートにはモデムなどの周辺機器側の高速化を受け、38,400bps以上での取りこぼしを防ぐFIFOバッファメモリが追加された。チューナーカードのリモコン受信口は塞がれた。MX/MAではWSS相当の新PCMや1024×768のハイレゾ表示モードがつき、マイクロソフトから「MPC 2.0」の認定を受けている。
この頃からPC/AT互換機の流行を受け、富士通でもPC/AT互換機であるFMVの販売が開始されている。
1994年（平成6年）12月の486DX2機のHAとPentium搭載のHB、1995年（平成7年）2月のHCでもMA/MXの拡張仕様が受け継がれた。Freshシリーズ同様、15kHzから31kHzへのアップコンバートが標準機能となった。白いHシリーズでは筐体が金属製となり、もう一つのHDD専用ドライブベイと、ステレオのスピーカーが用意された。

### ノート/ラップトップ機
TOWNSが発売された当時の液晶ディスプレイでは、FM TOWNSのアーキテクチャ全てを満たすことは不可能で、TOWNSは全期間を通じて、ノート/ラップトップ形態の本体は1機種しかない。
これはMacintoshにPowerBookが存在し、また新規ユーザをめぐっては少なからずPC-9800シリーズやその互換機であるEPSON PCシリーズとも対抗しなければならなかったFM TOWNSにとっては、マーケティング上の大きなハンデとなった。
1992年（平成4年）以降、富士通はWindows 3.1の動作を前提とし、TOWNS用アプリケーションソフトとも一定の互換性を有し、ユーザターゲットをTOWNSとラップさせたカラーノートパソコンをラインアップした。これらは前述の理由からTOWNSのアーキテクチャ全てはサポートされず、そのため「FMR50シリーズ」を名乗った。
1995年（平成7年）、唯一のラップトップモデルとして「FM TOWNSII モデルSN」が発売された。パソコンの普及とそれに伴うシェア争奪戦激化により、ノートパソコン用カラー液晶ディスプレイモジュールの性能が向上し、また価格も大きく下がったためである。バッテリは搭載せずAC電源動作専用である。この機種は教育市場向けモデルのため一般にはほとんど出回っていない。なお、SNではUXと同様、ソフトからの電源制御機能は削除されている。

### FMV-TOWNS（TOWNSシリーズの終焉）
1995年（平成7年）冬にはWindows 95発売の影響でPC/AT互換機であるFMVのPCIスロットに専用拡張ボードを搭載したハイブリッド機FMV-TOWNSという形態に変わった。動作モードを前面のスイッチで切りかえ、TOWNSモードは専用カードによるハードウェア支援を受けた上でのエミュレーション形態で動作する。
PC/AT互換機の汎用性を併せ持った反面、独自性が薄れることにもつながった。
また、ベースとなったFMVが当初ALi製Alladin IIチップセットを搭載しPentium 133MHz搭載でも486 100MHz搭載機にさえ劣る程度の性能しか出ない機種であったことから、WindowsマシンとしてもTOWNS互換機としても額面通りの性能が出ないことで大きな不評を買った。
富士通専門誌「Oh!FM TOWNS」も、1996年2月号をもって休刊。代わって「FMVファミリー」が創刊され、2000年に休刊するまで刊行されたが、文面でのFM TOWNSの扱いは、あったとしても僅かなコーナーに限られた。このためTOWNSユーザは情報源をニフティサーブのFTOWNSフォーラム・草の根BBSといったパソコン通信や、同じ1996年にFTOWNSを中心とした有志によって創刊された同人誌「Another TOWNS」（1996年〜2002年。全20号）に頼ることとなった。またユーザはPC/AT互換機以外に、一部はMacintoshにも流れていった。
当初Fresh相当だった拡張ボードの機能は、モデルを追うごとにMシリーズ相当に近づいていくなどしたが、1997年夏のFMV-TOWNS モデルH20を最後に、FMV-DESKPOWERに統合される形でTOWNSシリーズは終了した。
なお、専用拡張カードはPCIカード形態であるが、その動作にはPCIバス以外にも幾つか信号線が必要で、カードだけを外して普通のPC/AT互換機に搭載しても動作しない。ただし、チップセット構成がV-TOWNSと同様であるか、特定の機能を持ったチップセットを搭載したマザーボードであれば、マザーボード上に一部改造を施すことで動作可能である。

### その他
日本IBMのOptions（純正オプション）としてPS/V VisionなどのPC/AT互換機で動作するISA用のFM TOWNSアプリケーションカードが1993年（平成5年）12月末に発売されている。このカードに加え、CD-ROMドライブを準備するとISAスロット搭載のPC/AT互換機でTOWNSソフトを動作させることができた。

### 販売・広告戦略
1980年代後半の日本の16ビットパソコン市場では、富士通がFM-11・FM-16βと2シリーズで重大な戦略ミスを繰り返したこともあり、NECのPC-9800シリーズがROM-BASICマシンからOSマシンへの移行をスムーズに実現すると共に各分野での対応アプリケーションソフトの拡充に成功したことで、ほぼ全ての用途において寡占を実現していた。
このため、富士通は市場シェアの確保を目指し、16ビット以上のCPUを搭載する高性能個人向けパソコンの展開を模索していた。
8ビットパソコンではFM77AVシリーズのマルチメディア機能と低価格が一定の支持を得ており、性能面ではNECのPC-8800シリーズと充分対抗しうる存在であった。
FM TOWNSはこの流れを汲み、折りしもシャープから発売され、ホビーパソコン市場でNECによる対抗機種（PC-88VA）に事実上圧勝していたX68000から刺激を受け、CD-ROMを始めとした強化されたマルチメディア機能と32ビットCPUの処理能力という新機軸を武器に、個人向け市場においてPC-9800シリーズでは開拓できない分野の需要を掘り起こし、結果的に個人向け用途においてPC-9800シリーズのシェアと拮抗する存在となるべく企画されたと伝えられる。
プロジェクトが発足すると共に、富士通社内で専用部署が設置され、特別に社内公募にてその構成メンバーが集められた。これは当時の富士通がFM TOWNSに並々ならぬ期待と熱意をかけていたことの証左である。
発売にあたっては広告戦略やイメージ戦略を重視し、意図的に先行情報を流したと伝えられている。
そして、NHKが『富士通が戦略的32ビットパソコンを開発中』とニュースで報じたり、週刊文春で『NECへ挑戦する富士通』との主旨の記事が掲載されたりした結果、人々の注目を集めた。
発売後はパーソナルコンピュータの拡販イベントとしては前例を見ない大規模な、東京ドームを借り切ったイベント「電脳遊園地」が開催され話題となる。開催は1989年12月9日〜11日、総経費は約10億円、総入場者数は当初目標の10万人を上回ったとされる。
イメージキャラクタは、南野陽子、宮沢りえ、観月ありさなど人気女性アイドルが代々起用された。これによりポスターやノベルティ類も好評で、商品名の浸透と拡販に貢献した。後期にはタッチおじさんとなった。コマーシャルの楽曲として、ストラヴィンスキーの『春の祭典』やデビュー間もないB'zの『BAD COMMUNICATION』が使用されたことも当時としては斬新で注目を集めた。
ちなみにFM77AVの購買層の移行と取り込みも眼中に置かれ、FM TOWNSの発売とともにFM77AVはFM77AV40SXを最後に販売が打ち切られた。FM77AVのシステム価格帯は20万円台だったが、当時、まだ高価なパソコンにしか採用されていなかった80386を搭載したFM TOWNSでは、発表時の最廉価モデルのシステム価格は40万円を越えた。その価格差からFM TOWNSの販売に併せて旧来のFM77AV購買層を取り込もうとする目論見は失敗に終わった。

### PC-9800シリーズとの関係
FM TOWNSは当初、NEC PC-9800シリーズとは商品コンセプトが異なり、マーケティングでメインターゲットとするユーザ層も異なっていたため、直接市場で競合することは少なかった。
だが富士通はFM-16β、FMRシリーズとPC-9800シリーズに対して事実上の敗退を繰り返してきた日本国内のビジネス用途向けパソコン市場における自社製品の浸透・占有率の向上を図るべく、ビジネスパソコンとして性能と競合製品に対する価格競争力の点で充分な力を持つこのFM TOWNSを一種の戦略商品として取り扱い、既存のFMRシリーズ用ソフトウェアやハードウェアとの互換性を確保、更にはジャストシステムの「一太郎」など人気実用ソフトウェアの移植も積極的に推進する戦略を取った。
またシリーズ開始当時の段階ではマルチメディア対応が皆無であったPC-9800シリーズに対するニッチ市場適合策として、マルチメディアや教育関連用途向けにFM TOWNSの機能を活かした展開も同時になされ、一定の成功を収めていた。
ところが、その後、1990年代に入ると、マイクロソフトによるMPC認定などのマルチメディア環境の一般化が始まり、NECはPC-9800シリーズをそれに適合させるための開発を本格化させることになる。
その第1陣となったのは、1991年（平成3年）に発売された「PC-98GS」である。この機種では、PC-9800シリーズの基本機能に加えて球面スクロールなど高度なグラフィックス機能やDSPによる4チャネル出力に対応するサウンド機能が標準で搭載され、ビデオデジタイザにオプションで対応、ハードディスクドライブや（上位機種に）CD-ROMドライブを内蔵、更にMPCへの対応を視野に入れてPC-9800シリーズでは初となる、VGA相当のグラフィック解像度（640ドット×480ライン）がサポートされるなど、FM TOWNSに近いかあるいはそれを凌駕する機能がサポートされた。ただし、これはオーサリング用として開発・発売された一種の実験機で、CD-ROMドライブ非搭載のmodel 1でさえ本体の定価が730,000円と極端に高価で一般向けのものではなく、FM TOWNSと市場で直接競合する商品ではなかった。
もっとも、1993年（平成5年）よりNECは自社の主力商品であったPC-9800シリーズの上位・後継機種として、このPC-98GSでの試行錯誤の結果をフィードバックし、より普遍的な形に機能を再編した上で開発されたPC-9821シリーズを大々的に展開するようになる。
標準搭載されるグラフィックスやサウンド機能については、デジタル信号処理特化マイクロプロセッサ「DSP（デジタルシグナルプロセッサ）」を搭載するなど贅沢な設計であったPC-98GSが高価になりすぎた反省もあって大幅に簡略化され、FM TOWNS単体と比べれば幾分見劣りした。だが、従来のPC-9801シリーズに対してハードウェア・ソフトウェア双方について上位互換性を備え、膨大な既存資産をほぼそのまま持ち越せたこと、それにNECがWindowsを快適に動作させるための高速グラフィックアクセラレータへの対応を積極的に推進したことなどから、このPC-9821シリーズはユーザ層の強い支持を集めた。また、NECが長い時間をかけて良好な関係を築き上げてきたサードパーティー各社の支持を背景として、多彩な周辺機器や拡張機能が提供され、加えて日本国内シェア1位だった寡占状態から生まれる利点から、Pentium、Pentium Pro、そしてPentium IIとインテルによる発表から間髪入れずに次々に搭載された最新CPUによる基本性能の向上もあって、FM TOWNSが得意としたマルチメディア領域は次第に、そして急速に脅かされていくことになった。

### X68000シリーズとの関係
FM TOWNS登場当初、先行していたシャープ製パソコンX68000陣営は少なからず脅威を感じていたが、実機が登場した段階では、まだ周辺環境が未整備であったことから、それは杞憂に終わった。
さらにFM TOWNSの周辺環境が整備されて行くにつれ、その方向性の相違が明らかとなっていったため、直接のライバルというよりもそれぞれ独自の道を歩んでいくことになる。
同じホビーパソコンでありながらも、最終的にFM TOWNSは一般的なユーザを獲得し、X68000は先鋭的なユーザを獲得するに至った。
FM TOWNSにおいてはコンピュータ専業メーカーである富士通の威信をかけた部分もあり、数多くの派生機種が発表され、広告戦略も比較的大規模なものであった。加えて商品寿命もPC/AT互換機の台頭のスピードから考えるとかなり長寿であったと見なせる。また、光ディスクをメインのメディアとして用い、高精細多色表示でAVと高い融合性を持つという、2010年代もなおPCの基本形となっているスタイルを先駆したという歴史的役割も大きい。
対してX68000は家電メーカーのテレビ事業部門が単独で展開していたこともあり、基礎体力の違いから思うように派生機種の展開ができず、広告戦略もごく小規模なものに留まり、最終的にはシャープ本体から疎外され、終焉を迎えた。
そんな中、X68000はFM TOWNSに先行して様々なホビー利用形態を提案し、実質上はその質においてFM TOWNSよりも先行しており、非常に健闘し、結果的にFM TOWNSの新用途を開拓し、牽引した側面もあった。
また、当時ようやく一般の事務所や制御用途に「使える」ようになったことから、パソコンの用途がホビーから実務へと大きくシフトし始めた時代において、旧来の慣習的なホビー市場は縮小の方向に向かっていた。
シャープ側では、当初計画されていた32ビットパソコンにおいても開発から発売までに、その資金面・仕様においてかなり迷走したと伝えられている。
結果、登場したのは「より高速のX68000」であるX68030に留まり、それはX68000シリーズのその後の運命を決定づけた。
一方、FM TOWNSは一般ユーザを主なターゲットに捉えたことから、自ずとより安価でかつ高性能な家庭用ゲーム機や、PC/AT互換機にその座を譲ることになる。この流れはWindowsの普及の始まりによって確定的となり、FM TOWNS マーティーを投入しても抗らうことはできなかった。
富士通とシャープ、メーカーレベルで見れば対等に見えたこの2機種の関係も、実質上の事業規模で見るならば、まさに巨人と小人の関係であった。
当時、パソコンにおいて雑誌メディアが主体だった頃、よくこの二機種の比較が取り上げられることが多かったが、その多くは単にパソコンの単体スペックのみを争う内容であり、2000年代時点でのパソコンが（Macintoshを除けば）1つのアーキテクチャで統一された時代から見れば特異なものであった。
しかしながら、その背景にあったライバル意識は、結果的に優れたフリーウェアの充実という形で結実した側面もあり、これもまたその時代ならではの特異なものであった。

## 仕様

### CPU
初代モデルから32ビットアーキテクチャのインテル製80386が搭載されていた。純正のオプションとして、FPUの80387も提供されていた。初代機はFPUをサブボードにさしこむ形態のためCPUがソケットになっているが他はPentium機とHA以外はマザーボード上にFPUソケットやODPスロットがあるため、CPUにソケットを使用していない。ただし2代目（1F/H、2F/H）は例外的にソケット仕様である。なお386/486機は、インテル以外の相当品の場合もある。
- 80386SX（16MHz）：UX、（Marty、MartyII、カーマーティー）
- 80386SX（20MHz）：UG
- 80386DX（16MHz）：初代～CX
- 80386DX（20MHz）：HG
- 80486SX（20MHz）：HR。UR
- 80486SX（25MHz）：ME
- 80486SX（33MHz）：MA、MF、Fresh、Fresh・TV、Fresh・T、EA
- 80486DX2（66MHz）：MX、Fresh・E、Fresh・ES、Fresh・ET、HA、SN
- Am486DX4（100MHz）：Fresh・FS、Fresh・FT
- Pentium（Socket4/60MHz）：HB
- Pentium（Socket5/90MHz）：HC

CPUの交換については、
- 初代機～CXの80386DX機でCPUをサイリックスなどの内部486・ピン386互換のものに交換しても動作にはBIOSへのパッチ当てが必要となる。なお3代目以降の機種についてはCPU直付仕様のため、交換には高度なハンダコテ技術を要した。
- UX/UG（一部）ではアセットコアのVIPERシリーズ（既存の386SX/DXの上からはめ込む形のアクセラレータ）に使用可能なものがある。
- 横置き型の486機はODPスロットへのカード挿入によりCPUをAm5x86-133MHzなどに拡張可能（サイリックスのものは不安定になり、Pentium ODPはCPUクーラーを外す必要があり実装困難）。
- HシリーズはCPUボード自体を交換可能な設計になっている（HA用にHB相当、HA/HB用にHC相当のPentiumカードをオプションで用意）。またHAはCPUソケットを使用している。
- Pentium機はCPU交換が可能で、市販のソケット変換アダプタも使用可能なものがある。
- 余談だが、初代機にFPUを取り付ける際には、神社で「お祓い」を受けなければならないと言われる程、難しい（CPUが静電気などで壊れる）物であった[15]。
- MA/MXでは、後にODPが発売された際、「MXを買うよりも、MAを買ってODPカードを搭載した方が安く上がる」ということが話題になった。
- DX4カードだが、富士通純正の最初に登場したものはIntel DX4を搭載していた。その結果、CPUベンチマークテストでは（若干であるが）性能が上であった。これは、（CPU内部の）キャッシュ容量に差があったためである。後にFresh・FS/Fresh・FTに搭載された廉価版DX4カードはAm486DX4を搭載しており、CPUベンチマークテストの結果は若干落ちている。

Pentium機が登場後には、HR用のi486DX2-40MHz ODPの価格が暴落しHRをi486SX-20MHzで我慢して使っていたユーザを喜ばせた、日替わり目玉商品として定価の1/10程度で投げ売りされていたこともある。CPUベンチマークテストでは、i486DX2-40MHzといった程度であったため、サードパーティー製のAMD Am5x86を搭載した製品の方が高速であった。ただし、値段は格安で、純正品というステータスがあった。FPUを搭載し、動作クロックも2倍になっているため、例えばTOWNS Linuxにおけるカーネル再構築や、浮動小数点演算を多用するレイ・トレーシングといった長時間の作業において劇的な速度アップがあった。

### グラフィック

#### 画面モード
（BIOSでサポートしている主なモード）
- 640ドット×480ライン / 1024ドット×512ライン （1677万色中256色）
- 512ドット×480ライン / 512ドット×512ライン （32768色）
- 640ドット×480ライン / 1024ドット×512ライン （4096色中16色 × 2画面） （※1）（※2）
- 320ドット×240ライン / 512ドット×256ライン （32768色 × 2画面） （※1）（※2）
- 256ドット×240ライン / 256ドット×512ライン （32768色 × 2画面） （※1）（※2）
- 640ドット×480ライン / 640ドット×480ライン （1677万色） （※3）
- 1024ドット×768ライン / 1024ドット×1024ライン （256色） （※3）
- 1024ドット×768ライン / 1024ドット×1024ライン （16色 × 2画面） （※1） (※2）（※3）
- 512ドット×384ライン / 512ドット×512ライン （32768色 × 2画面）  (※2）（※3)

（※1） スクロール付きの独立した2画面を合成表示して使用可能。1画面をスプライト画面にすることも可能
（※2） 16色モードと32768色モードを1画面ずつ使うことも可能
（※3） 後期に発売されたMシリーズ・Hシリーズの高解像度・フルカラー対応モデルのみ
CRTCでは、2画面別々に、整数倍単位でのドットの拡大と、アスペクト比の切りかえの設定ができる。このためCRTCを直接操作すると、BIOSで設定できる、上記以外の画面モードを、ある程度自由に作ることができた。縦解像度を400/200ラインにすることもできた（640×400、640×200についてはBIOSでもサポートされている）。走査線（ラスタ）検出機能はあるが、これを割り込み要因とすることはできない、などの理由により、ハード的なラスタースクロールはできないとされていた。
VRAMはデュアルポートRAMとなっていて、CPUとビデオ制御回路から並行してアクセスすることができる。容量は512KB（後期のフルカラー対応機では1MB）。
また、16色モード時は標準のパックドピクセル方式ではなく、FMR-50互換のRGBプレーンごとにVRAMにアクセスするモードがサポートされていた。もっともFMR-50にあるテキストVRAMは実装されておらず、MS-DOSなどではBIOSでテキストVRAMをエミュレーションし、グラフィック面にテキストを描画表示した。

#### スプライト
俗に「フレームバッファ方式」と呼ばれる、セガのアーケードゲームの大型筐体でも使われていたのと同様の方法で実装されていた。このため、MSXやX68000、ファミコンなどの「ラインバッファ方式」と違い、その構造上、横方向への表示枚数制限がない。デビュー当時は、この方法について色々な議論があり、「擬似スプライト」と呼ばれることもあったものの、PC-8800シリーズやPC-9800シリーズ向けソフトで用いられる、プログラムによる擬似スプライトとは技術的に異なり、ポリゴンによる3D描画が主流となる以前はアーケードゲーム基板でもよく用いられた方法であった。なお、この方式はその後家庭用ゲーム機でもポリゴン処理の応用によって、類似した形で実装され、主流になっている。
- 解像度 : 256ドット×256ライン固定[注 29] （アスペクト比を横長にすることも可能）
- サイズ : 16ドット×16ライン/パターン
- 色 : 32768色 もしくは 32768色中16色 （カラーパレット数256個）
  - グラフィック面が256色モードの場合はスプライトは使用できない
- 定義数 : 256パターン（32768色の場合） もしくは 1024パターン（32768色中16色の場合）
- 表示数 : 1024パターン （最大）
  - 1/60秒（1フレーム）内に表示できるのは386機と互換モードでは200パターン程度（画面の80%相当を埋められる枚数）で、それ以上にすると、表示の更新自体がさらに1フレーム遅くなる。このため、スプライトをふんだんに使って擬似3D表示や多重スクロールをさせた一部のソフトでは、フレームスキップ（処理落ち）が発生していた。
  - V-TOWNSではI/O操作で、この制限を650パターン程度にすることが可能。
- パターンRAM : 128KB

### オーディオ

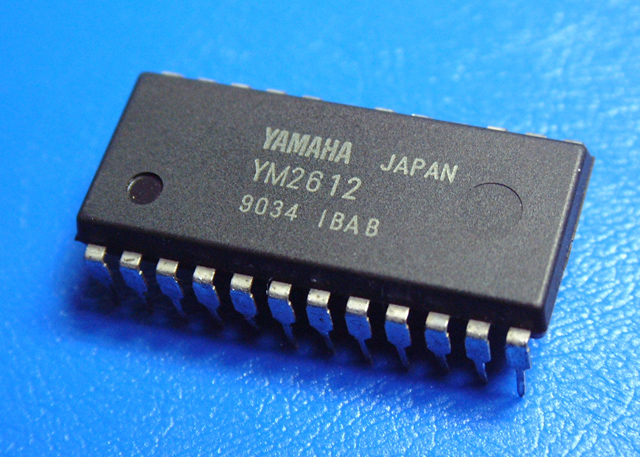
YM2612

- FM音源 YM2612（またはCMOS版のYM3438） ステレオ6チャンネル
  - 白TOWNSはYMF276-M（基本仕様は同じだが内蔵D/Aコンバータのビット数が上がっている）
- PCM音源 RF5C68 ステレオ8チャンネル、8ビット、周波数・音階可変　（波形メモリ64KB）
  - 当時「実用に耐える上限は19.2KHz」と言うのが一部で非公式に流布した　
  - 余り話題に上らなかったが、白TOWNSからはサンプリング周波数の上限が僅かだが向上している
- PCM音源 ステレオ48kHz 1チャンネル 、16ビットWSSに相当。白TOWNS以降に発売されたモデルのみ（Martyシリーズを除く）。DMAで再生するため専用のメモリはない。未搭載機種では、RF5C68を利用し、ソフトウェアエミュレーションで対応した[注 30]。

### マウス・ゲームパッド・キーボード
ATARI仕様のポートが2つ標準搭載されている。ゲームパッドを2つ使う場合はマウスを外す。
マウスはFM77AVのものとほぼ同仕様で、MSXのものと互換性がある。添付されるマウスは本体と同色で、デザインは丸型（初代）、角型（1F/2F）、卵型（10F/20F～）と、毎年のように変更された。HA/HB/Fresh・E/Fresh・T以降に付属の最終版は、初期のFMV付属のものと同様の形状で、旧バージョンのOSを高速モードで動作させたときのマウスカーソルの挙動が改善されている。なお、解像度は丸型（初代）のみ100dpi、二代目以降は200dpiである。またペンタブレット（ワコムのOEM）もオプションで用意された。なお、2ndマウスを利用することができるという非常に珍しい特徴を持つ。
FMRシリーズ仕様のマウスポートがついているキーボードもあるが、この仕様のマウスに対応するソフトは限られる。
ゲームパッドはATARI仕様に準拠しているが、上下・左右の入力を同時ONにすることで実装したTOWNS独自の「RUN」「SELECT」がついている他、ポートの一部の出力が可変などの違いがあり、初期のゲームタイトルでは他機種向けのパッドが動作しないものもある。灰色のTOWNS/TOWNS IIシリーズと白のTOWNS IIシリーズのものではデザインが違い、灰色の方はボタンが固い・斜めに入れにくいなどの問題があったが、白の方は問題が解決されて使いやすくなっている。他にも対戦格闘ゲーム向けに6ボタンパッドが発売された。Marty向けのパッドは白のTOWNS IIシリーズのものに似ているが、ZOOMボタンが追加されていて、画面をハードで拡大表示するモードのために使われた。

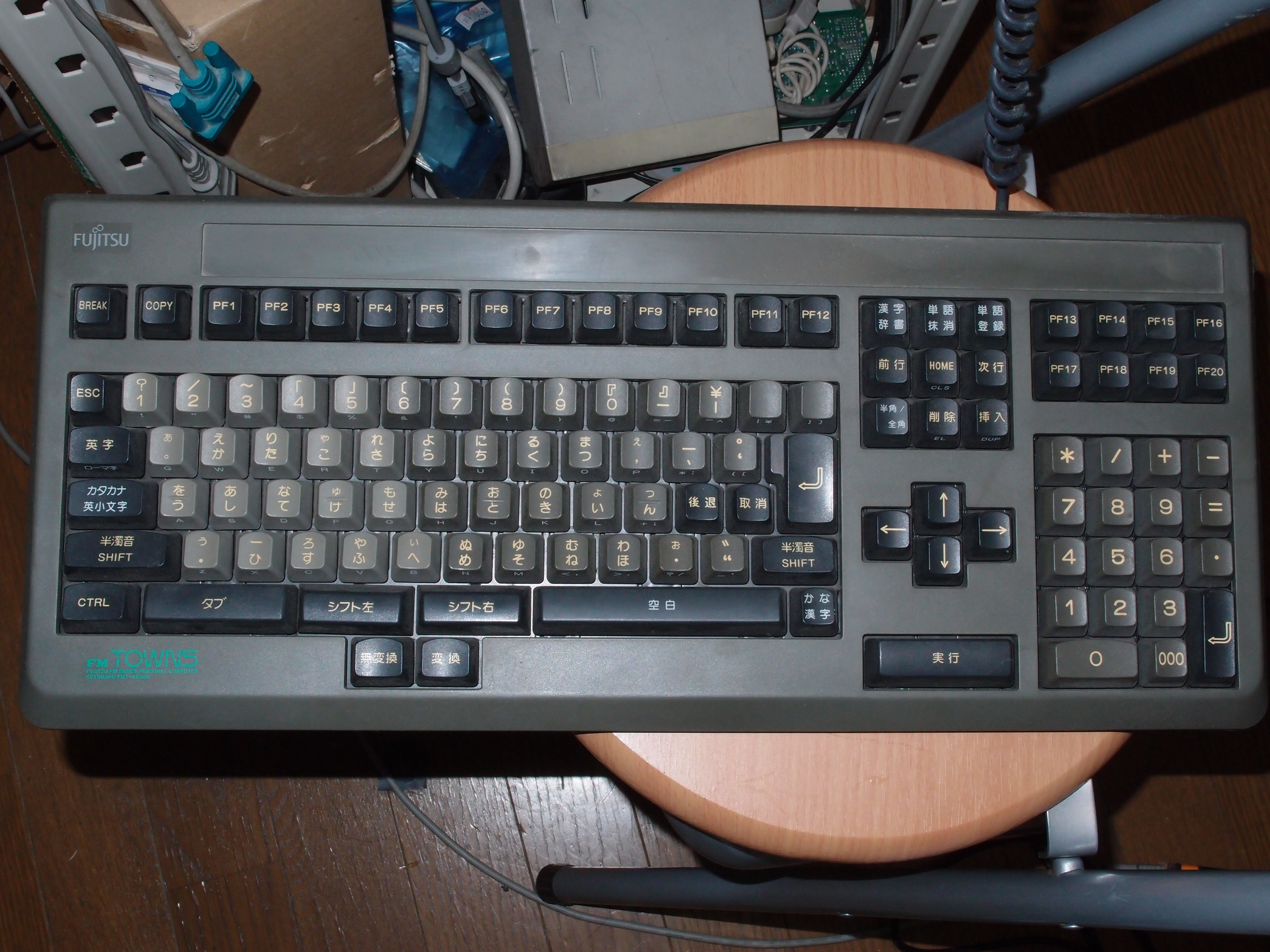
FM TOWNS純正のテンキー有り親指シフト配列キーボード。

キーボードはJIS配列・親指シフト配列が用意され、2キーロールオーバーのものとnキーロールオーバーのもの、テンキーのあるものとないものが用意された。白TOWNSからはデザインが変更された。Marty向けのキーボード（106キーボード形状）もあり、TOWNSシリーズでも使用できた。

### 拡張性、オプションなど

#### 拡張スロット
背面の拡張スロットは、初代ではSCSIカード・モデムカード・ビデオカード、2代目はモデムカード・MIDIカード・ビデオカードのそれぞれ専用の3スロット構成だった。SCSIは2代目から内蔵された（フルピッチ、SCSI-1相当）。初代機及び二代目機の本体カバーの中には拡張スロット増設ボックス（I/O拡張ユニット）用のコネクタが設けられていた。このI/O拡張ユニットは本体の左側面に直接取り付けるというユニークな形状となっている。初代機及び二代目機用のI/O拡張ユニットは新旧二タイプあり、旧タイプのI/O拡張ユニット（FMT-601/602）はFMR-60用の拡張カード（ただし公式にサポートされていた富士通純正の拡張カードはMIDIカードとRS-232Cカードのみ）を3枚、新タイプのI/O拡張ユニット（FMT-611）はFMR-50LTシリーズと同じ信号の拡張カードを2枚取り付けることができる。
3代目からはFMT-611と同等の汎用拡張スロット2基（HR/MA/MXなどでは3基）と、ビデオカード/チュナーカード専用スロット1基という構成になった。モデム・MIDIカードは汎用スロットに接続するタイプが用意された。また、3代目以降の機種用に、本体内蔵の汎用拡張スロット経由で接続するI/O拡張ユニット(FMT-621。汎用拡張スロット×6)も用意された。
Hシリーズではグラフィックアクセラレータ専用のスロットも用意され、本体内蔵のものと交換するPower9100チップ搭載のカードが用意されていた。
- 白TOWNSより前の機種では「16bitバス」であった。白TOWNS以降は16bitバスに加え、1スロットのみ「32bitバス」対応スロットが用意されており、それに対応したカード（動画取り込みカードなど）が発売された。

#### 拡張カード
初代から用意されたビデオカードはTOWNS最大の特徴と言われ、ビデオ入力端子（またはS端子）から動画の取り込みが行えた。MIDIカードは後にGS音源を搭載したものもあった。LANカードも存在した。Windowsで使用可能なグラフィックアクセラレータもある。

#### コネクタ
初代機からモニタ（D-Sub 15pin）、RS-232C（D-Sub 25pin）、プリンタ、増設フロッピィディスクのコネクタがあった。また、2代目モデルからはSCSIコネクタが標準搭載された。Freshシリーズ、白Hシリーズでは増設フロッピィディスクコネクタが廃止されている。

#### ストレージ
- CD-ROM
- 3.5インチ2HDフロッピーディスクドライブ
- ICメモリカード（PCカード）スロット
- 内蔵ドライブベイ（SCSI）2代目より

#### 所有率
『Oh!FM TOWNS』1994年5月号（表記上は「5・6月合併号」）のアンケートの集計結果によるとFM TOWNSユーザーのオプションハードの所有率は以下の通りであった。ビデオカード：24.9%、MIDIカード：12.7%、モデム：29.9%、イメージスキャナ：6.9%。

## TownsOS
TOWNSには標準のオペレーティングシステムとしてTownsOSが用意された。「32ビットシングルタスク」と称しており、当時の他機種ではi386など32ビットマイクロプロセッサを積んでいても活用されていることが少なかった32ビットモードを、DOSエクステンダで活用するものだった。PC-98などではユーザが各自に環境を設定するものであったためトラブルなども多かった点で、標準として用意し安定して活用できるものとした点に大きな意義があった。TownsOSには大きく分けて初代TOWNSからのV1.1、TOWNS IIから付属したV2.1の2系統のバージョンがあった。V1.1にはL10 - L30、V2.1にはL10 - L50・L51のマイナーバージョン（Lはレベル）があり、毎年のようにアップデートされていた。
TownsOSの基本構造は、ROM化して本体に内蔵されたMS-DOS 3.1本体およびCD-ROMドライバのMSCDEX.EXE、それに32ビットプロテクトモードでアプリケーションを起動させる「386|DOS-Extender」（RUN386.EXE）を組み合わせたものだった。また、BIOSや各種デバイスドライバに相当する「TBIOS」により、グラフィック系機能、サウンド機能、CD-ROMアクセス/CD音再生機能、マウス/ジョイスティックなどFM TOWNSのハードウェアまわりの機能が利用できた。また、ゲームソフトの組み込み用として、TBIOS互換の「VINGBIOS」、「AYABIOS」などがあった。
なおROMで内蔵のMS-DOSにはCOMMAND.COMに相当するシェルプログラムが内蔵されているがテキスト表示はサポートされておらず、コマンドプロンプトなどを使用するにはFM TOWNS専用版のMS-DOSを購入するか、TownsOSやF-BASIC386などに付属するコンソール表示ソフト、もしくはフリーソフトを使用する必要があった。この点はTownsOS V2.1において標準でテキスト表示がサポートされたことで解消された。
TownsOSにはTownsMENUと呼ばれるファイラとランチャを兼ね備えたメニューアプリケーションが搭載され、ここからアプリケーションの起動やシステムの設定などの多くの操作を行うことができた。TownsMENUから本体の電源を自動的に切断することも可能。当初のV1.1ではドライブごとに分かれたタブ型のメニューだったが、V2.1ではマルチウィンドウタイプに大きく変更され、またL30からはTownsSHELLによりノンプリエンプティブなマルチタスクにも対応した（マルチタスクアプリの拡張子は.EXG）。
TownsOSは一部の機能（システムの設定など）を省いたサブセット版が、アプリケーションなどのCD-ROMに組み込まれていることが多かった。この場合、CD-ROMから直接TownsOSの起動ができるため、フロッピーディスクやハードディスクなしでアプリケーションの利用が可能だった。
TownsOS V2.1のL40以降では、HDDにインストールしたMS-DOS 6.2（別売）をTownsOSのベースとすることが可能になった。これにより、圧縮ドライブなどの機能も利用できるようになった。
TownsMENUやアプリケーションなどの操作環境の多くはGUIだった。初期の段階では、アプリケーションごとのGUI仕様は統一されておらず開発者任せであったが、後に標準的なGUIの仕様ができ、純正のGUIライブラリも発売された。

### Townsシステムソフトウェア
TownsOSと、管理ユーティリティ、アプリケーションなどからなる基本的なセットは、Townsシステムソフトウェアという形態で販売または本体に添付されていた。ほぼすべてのユーティリティやアプリケーションは統一されたGUIで構成されており、マウスを使ったわかりやすい操作を行うことが可能。日本語入力にはOAK（オアシスかな漢字変換システム）というかな漢字変換が付属した。
付属しているアプリケーションは、Townsシステムソフトウェアのバージョンによって異なった。

#### 主な添付ユーティリティ
- ディスクの初期化・複写・名前変更
- フロッピーディスクのヘッドクリーニング
- ハードディスクのバックアップ
- ハードディスクの区画設定
- ディスクの表面検査

#### 主な添付アプリケーション
- TownsGEAR - 画面（ページと呼ぶ）にボタンやテキスト、ピクチャなどの部品を配置していくだけの簡単な操作で、様々な用途に利用することができるオーサリングツール。同時期のMacintoshに標準搭載されていたHyperCardによく似ている[18][19]。GearBASICというプログラミング言語を搭載しており、これを用いて複雑な動作をさせることも可能。
- テキスト編集 - テキストエディタ。複数ファイルの編集や、操作キーの変更などの詳細なカスタマイズに対応している。
- TownsStaff - EPWING形式のCD-ROM辞書の検索、テキストファイル・イメージファイル・オンラインマニュアルの印刷、予定表、電卓のツールで構成されている。
- アイコン編集 - TownsMENUで使用するアイコンの作成・編集ができる。
- フォント編集 - フォントや外字の作成・編集ができる。
- スプライト編集 - F-BASIC386で使用するスプライトパターンの作成ができる。
- Macデータコンバータ - Macintoshのテキストファイル・画像ファイル・音声ファイルの形式を、FM TOWNSで標準的に使われている形式に変換できる。また、Macintoshフォーマットのフロッピーディスクを読めるようになる設定もできる。
- ファイル比較 - テキストファイル・バイナリファイルの内容を比較し、相違点の表示ができる。
- ファイルダンプ - バイナリファイルの内容表示・編集ができる。
- プリントスプーラ - プリンタ印刷のジョブを溜め込んで、順番に処理させることができる。

### 各種OS
TownsOSやMS-DOSのほかに、FM TOWNS専用のWindows 3.0/Windows 3.0 with Multimedia Extensions/3.1も発売されていた。特にWindows 3.0 with Multimedia Extensionsまでは、マシンの適合性が高いこともあって、他の国内PCに先行していた。CPUに486やPentiumを搭載した白色のモデルでは、TownsOSのほかにWindows 3.1もプリインストールしたモデルも登場した。なお、『Oh!FM TOWNS』のアンケートの集計結果によると、1992年7月号調査でFM TOWNSユーザー中、Windowsの所有率は12.6%、1994年9月号調査でFM TOWNSユーザー中、Windowsを週に2時間以上使用する率は24.8%であった。
Linuxの移植もいちはやく行われている。
店頭販売はされず、富士通プラザ(ショールーム)での申し込みという形での販売のみでの発売だったが486以上の白TOWNS II用（HRでも動作は一応可能）向けにWindows 95（OSR1相当）も作られた。但し「Microsoft Plus! for Windows 95」は販売されなかった。また、一部のWindows 95用ソフトウェアでは、正常動作しないことがあった。

## 機種
- 1989年（平成元年）2月28日 - FM TOWNS 1/2/1S/2S 発表[注 40]。　1989年度グッドデザイン賞受賞[22]
- 1989年11月7日 - FM TOWNS 1F/2F/1H/2H　1990年度グッドデザイン賞受賞[23]
- 1990年10月30日 - FM TOWNS 10F/20F/40H/80H　1991年度グッドデザイン賞受賞[24][25][26][27]
- 1991年11月5日 - FM TOWNSII CX/UX（CRT一体型386SX TOWNS）　1992年度グッドデザイン賞受賞[28][29][30][31][32]
- 1992年2月 - FM TOWNSII UX40
- 1992年11月4日 - FM TOWNSII HR/HG/UG（486 横型TOWNS）　※HRは、オプションでハイレゾ対応。　1993年度グッドデザイン賞受賞[33]
- 1993年2月15日 - FM TOWNSII UR（486 一体型TOWNS）　1993年度グッドデザイン賞受賞[34]
- 1993年2月16日 - FM TOWNS マーティー
- 1993年11月9日 - FM TOWNSII MX/MA/ME（ハイレゾ対応/白TOWNS）
- 1994年2月14日 - FM TOWNSII MF、Fresh（ソフト/CRTセット）
- 1994年4月 - カーマーティー
- 1994年6月18日 - FM TOWNSII Fresh・TV（TVチューナー搭載）
- 1994年10月30日 - FM TOWNSII EA、Fresh・E/T
- 1994年11月 - カーマーティーII
- 1994年12月 - FM TOWNSII HA/HB（Pentium搭載）
- 1995年2月8日 - FM TOWNSII HC/Fresh・ES/ET　1995年度グッドデザイン賞受賞[35]
- 1995年夏 - FM TOWNSII HC/Fresh・FS/FT（HCは価格改定）
- 1995年冬 - FMV-TOWNS モデルH、Fresh・GS/GT
- 1996年夏 - FMV-TOWNS モデルH2、Fresh・GE/GM
- 1996年冬 - FMV-TOWNS モデルH2、Fresh・GE/GM（価格改定、バンドルソフト変更）
- 1997年夏 - FMV-TOWNS モデルH20

この他、一般向けモデルをベースにした（一部を除く）、教育市場向けのモデルが存在した。基本的にはシステム販売のみの取り扱いであったが、ごく一部が一般市場に流通した。
- 1995年2月10日 - FM TOWNSII モデルSN（FM TOWNS唯一のラップトップパソコンモデル）※バッテリー非搭載なのでノートパソコンではない

## 歴代イメージキャラクター
- 南野陽子
- カケフくん
- 宮沢りえ
- 観月ありさ
- 黒田勇樹
- 親父（CGキャラクター）
- タッチおじさん

FMV-TOWNSについては、（既に富士通のデスクトップパソコンの主力がFMV DESKPOWERシリーズになっていた関係で）CMという形態ではないが、ドラマ『ストーカー・誘う女』で室町医師の診察室にFMV-TOWNSが置かれ、ドラマ各回の最後のクレジットに「FMV-TOWNS MODEL H」と明記されることでの宣伝がなされている。

## 累計出荷台数の推移
- 1989年（平成元年）3月末 - 1万2000台[36]
- 1989年（平成元年）6月末 - 2万1000台[37]
- 1989年（平成元年）9月末 - 受注台数3万5000台[14][38]
- 1989年（平成元年）12月末 - 5万台突破[36]
- 1990年（平成2年）2月末 - 受注台数約6万台[39]
- 1990年（平成2年）12月末 - 受注台数11万台突破[40]
- 1991年（平成3年）11月末 - 16万台[41]
- 1992年（平成4年）3月 - 21万台[42]
- 1992年（平成4年）9月末 - 約26万台[43]
- 1992年（平成4年）12月末 - 28万台[44][45]
- 1993年（平成5年）11月 - 35万台[46]
- 1994年（平成6年）3月末 - 41万台[47]
- 1995年（平成7年）11月 - 50万台[1]

## マスコット
- パピー（犬）

TOWNS対応CD-ROMのラベル、FM TOWNSの起動画面や、富士通Habitatのコマンドパネル等に表示された。「Tom Snyder's Puppy Love」（パピーラブ）という犬の調教ゲームのキャラクターでもある。このゲームは元々初代FM TOWNSのバンドルソフトとして移植が進められており、その縁でマスコットとして採用された。移植はFM TOWNSの発売に間に合わず、後にカードゲームであるPI's SOLITAIRE ROYALと一まとめにした「FM TOWNSソフトコレクション海外編1」として発売された。

## 開発環境
- F-BASIC386インタプリタ/コンパイラ
- High C Compiler
- 386|ASM
- GNU C Compiler

## 実用ソフトなど
- EUPHONY - MIDIに対応したサウンドツールで、TOWNS標準のEUP形式を作成する。後継ソフトとしてTownsOS専用で内蔵音源に対応したEUPHONY II/MTR・EUPHONY II/SCOREが存在する。
- HEat - Oh!FMTOWNS誌で公開されたものが初出のEUP作成ソフト兼テキストエディタ。TaroPYON（現・taro）が開発したフリーウェアで、名称は「High EUP active tool」の略。MMLコンパイラとしてEUP形式ファイルの作製を主眼としたツールであったが、その特性上テキストエディタとしても強力な機能を持っており、一時期はTOWNS用テキストエディタとしてデファクトスタンダードの存在になっていた。
- HEwin - HEatの後継にあたるマルチウィンドウ対応のソフト。
- EASTRAY（エストレイ） - レイトレーシング画像作成ツール。EASTが開発したフリーウェア。Oh!FM1990年9月号初出。
- MopTerm（モップターム） - TownsOS上で動作するフリーウェアの通信ソフト。「猫の手スクロール」を特徴とする。モップ（毛塚正弘[49][50]）が開発したフリーウェア。Windowsにも移植されている（Windows版では「猫の手スクロール」は再現されていない）。
- Super Shooting Towns（スーパーシューティングタウンズ） - アモルフォスが発売した縦横2Dシューティングゲームのコンストラクションツールで、前作「シューティングタウンズ」の全面改良版。略称はSST。スプライトを多用して、背景を4重スクロールまで作成できた。TOWNS IIの高速モードには対応しない。
- Hyper Planet（ハイパープラネット） - ダットジャパンの発売した天体観測シミュレータ。
- EIN（TM）プロジェクト（アインプロジェクト[51]） - 晩年に起こった、Towns Shell用の自作EXG形式アプリケーションを独自に標準化するプロジェクト。富士通内部の有志から始まった[51]。EIN(TM)とは再帰的頭字語による命名であり、Ein Is Not Towns Menuの略である[51]。
- TEO -もうひとつの地球- - 仮想生物フィンフィンと対話するソフト。Windows用も発売された。また、富士通とハドソンの共同開発によりNINTENDO 64用「Teo 64DD（仮称）」の発売が予定されていた[52]が開発中止になった。
- フリーソフトウェアコレクション（フリコレ[53]、FSWC） - TOWNSで動作するフリーウェアをまとめて実費配布したオムニバスCD-ROM。No.11まで作られ、その他フリコレMARTYとフリコレSSS[注 41]がある。No.1～3は「フリーウェアコレクション」（FWC）だったがNo.4以降名称変更された。名称変更の理由は商標の関係とされている[54]。No.1（1989年10月発表）は市販されず、当時富士通にユーザー登録したFM TOWNS購入者（アンケートに答えた者）と『EYE-COM』創刊号の読者プレゼントで配布された[54]。No.2は発行数が最も少なく短期で発売終了したため入手困難である[54]。プラットフォームがFM TOWNS限定ながら、『マイコンBASICマガジン』の「スーパーソフト・ホット・インフォメーション」のパソコンゲーム売上ランキングでたびたびランクインした[注 42]。『Oh!FM TOWNS』1994年8月号のアンケートの集計結果によるとFM TOWNSユーザーの所有率は以下の通りであった。No.1：11.6%、No.2：12.6%、No.3：25.8%，No.4：44.9%、No.5：53.1%、No.6：63.0%、No.7：67.6%、No.8：43.8%、一つもなし：0.3%（調査当時はNo.8が最新版）[17]。
- High C Compiler - MetaWare社のCコンパイラに、FM TOWNS固有のAPIライブラリを組み合わせた純正開発環境。F-BASIC386などと異なり、ビジュアル開発環境ではないため、コマンドライン環境が必要(なくても標準出力のメッセージが読めないだけで、コンパイルやリンク自体はできる)。コンパイラやリンカは、MS-DOS(x86)汎用の16ビット版とRUN386必須の32ビット版の実行プログラムが同梱されている。16ビット版は、コンパイルやリンク時に、16ビットDOSのメモリ空間(富士通版は768KB)の制約を受けるため、巨大なソースのコンパイルで劇的に処理速度が低下するが、32ビット版は、プロテクトモードで動作し、搭載メモリが全て使えるために、より処理が高速である。アセンブラ、ライブラリアンは含まれていない。従って、自前のライブラリなどは作れない。当初はリンカまで含まれていなかったので、実行ファイルを作るのにも386|ASM TOOL KITを必要とし、この定価設定（8万円+4万円=合計12万円、税抜）がFM TOWNSのフリーソフトの発展を阻害したと言う者は多い。GUIキットは当初含まれていなかったが、その後標準GUIライブラリを含むオプション販売だった各種ライブラリをバンドルしマニュアルを電子化して値段を据え置いた「High C Compiler マルチメディアキット」、加えてソースレベルデバッガをバンドルした「High C Compiler マルチメディア開発キット」が発売された。後継ソフトとしてC++に対応した「High C Compiler マルチメディア開発キット V3.2」が発売されたが、定価15万円（税抜）と高価なものであった。
- 386|ASM TOOL KIT - 純正のアセンブラ環境。High Cと同様に、コマンドライン環境向けのツール群。当初、High C Compilerとの併用を前提としていながら、定価8万円（税抜）と非常に高価であった。
- Linux
- やみなべDX - TOWNSユーザ有志の手によって企画されたFMTOWNS専用のディスクマガジン。創刊号は3.5inchFD2枚で、ソフトベンダーTAKERUや横浜国際平和会議場（パシフィコ横浜）で開催されたパソコン通信関係のイベント「Networkers Japan'96 おふらいんまつり」に出展したニフティサーブのユーザーズフォーラムFTOWNS（当時の正式名称は、FMTOWNSマルチメディアフォーラム）ブースで販売。創刊号に続く「やみなべDX廃刊～愛は止まらない～号」は、フリコレの制作がNo.11で打ち切られた後のユーザ主導のフリコレ的な作品集として、「全員参加」を目標にFTOWNS（当時の正式名称は、FMTOWNSフォーラム）などで収録作品を募集し、CD-ROMの形で制作された。商品は、「Networkers Japan'97 おふらいんまつり」FTOWNSブースで予約受付されたほか、一部のFMTOWNS取扱店への持込や個別対応の形で販売された（現在も、個別対応は可能とのこと）。フリコレ同様、実用ツールや本格的ゲームが豊富に収録されているとはいえ、全身黒タイツ姿の「ひとし君」をメインキャラクタに設定しており、フリコレとは異なる一種独特の雰囲気を持つものとなっている。収録作品のほとんどは、Windows用TOWNSエミュレータ「うんづ」でも動作する。

## ソフトメーカー
- CSK総合研究所→現：CRI・ミドルウェア
- データウエスト - DAPS
- 電脳商会
- ビング
- ダットジャパン
- 日本ファルコム
- アリスソフト